# بشير الرابطي
بشير محمد مسعود الرابطي هو سياسي ليبي.

## السيرة الذاتية
نشأ الرابطي في حي الزهراء بمدينة طرابلس، وشغل منصب رئيس اتحاد الطلاب الذي نظمه طلاب الجامعات في طرابلس وبنغازي، وكذلك طلاب المدارس الثانوية في جميع أنحاء ليبيا، وكما أنه شغل منصب رئيس مجلس الأمة الاتحادي (برلمان اتحاد الجمهوريات العربية)،  وخلف محل زميله السياسي الليبي خيري الصغير أبو لقمة في هذا المنصب، واجتمع مجلس الأمة الاتحادي مرتين في السنة ، فعقدت دورته الأولى في مارس 1972 والأخيرة في أكتوبر 1975. 
فر الرابطي من ليبيا بعد عام 1977، وفي أبريل 1982 شارك في تأسيس منظمة التحرير الليبية في مقديشو، الصومال،  وشغل منصب رئيس اللجنة المركزية للمنظمة،  وشغل لاحقا منصب رئيس المنظمة الوطنية الليبية. 
كان الرابطي عضوا رئيسيا في مكتب التعاون للقوى الديمقراطية والوطنية، وهو تحالف مناهض للقذافي مقره مصر. 
في عام 2004 تصالح مع معمر القذافي وعاد إلى ليبيا، 
واعتبارا من عام 2016 تولى منصب رئيس للحزب الوطني الليبي. 

## روابط خارجية
خطاب الرابطي في الجلسة الأخيرة لمجلس الأمة الاتحادي، أكتوبر 1975